# Пачкория, Константин Александрович
Константин Александрович Пачкория (груз. კონსტანტინე ალექსანდრეს ძე პაჭკორია; род. 28 июня 1968, Гячрыпш, Абхазская АССР, СССР) — советский и российский футболист, полузащитник. Ныне — тренер.

## Карьера
Начинал свою карьеру в Гаграх. В 1986 году провел два матча в Высшей лиге за «Торпедо» (Кутаиси). Впоследствии выступал за ряд грузинских и российских команд. С 1997 по 2001 годы Пачкория играл в брянском «Динамо» и за это время стал одним из лидеров команды. В 2001 году он перешёл из него в молдавский «Нистру».
Последней командой в карьере Пачкории стала «Коломна». За неё он провел всего одну игру в розыгрыше Кубка России.
Завершив спортивную карьеру Константин Пачкория не ушёл из футбола. В течение долгих лет он входил в тренерский штаб брянского «Динамо». В сентябре 2016 года специалист стал тренером орехово-зуевского «Знамени Труда».